# ウィリアム・コートネイ (第10代デヴォン伯爵)

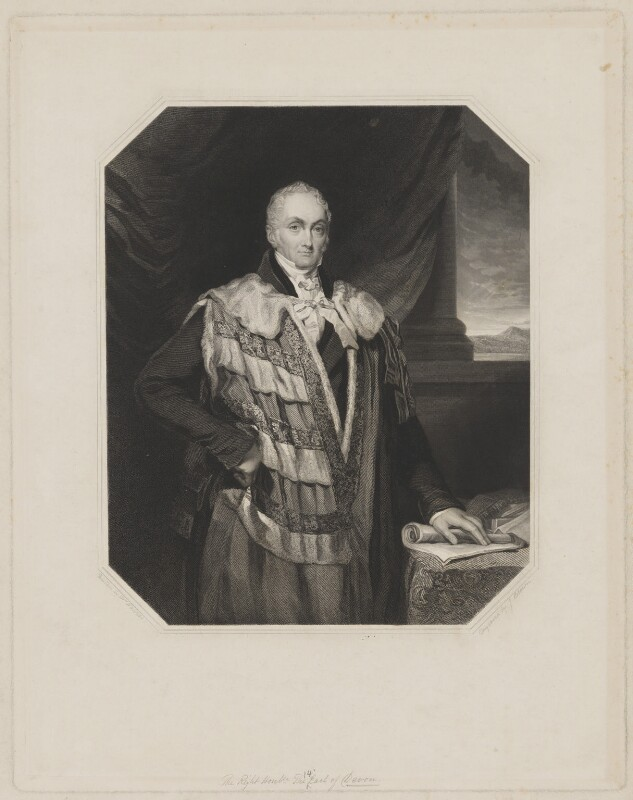
第10代デヴォン伯爵の肖像画、1835年またはそれ以降の作品。

第10代デヴォン伯爵ウィリアム・コートネイ（英語: William Courtenay, 10th Earl of Devon、1777年6月19日 – 1859年3月19日）は、イギリスの貴族、政治家。トーリー党に所属し、1812年から1826年まで庶民院議員を務めた。

## 生涯

### 生い立ち
エクセター主教ヘンリー・レジナルド・コートネイ（1741年 – 1803年6月9日）と妻エリザベス（Elizabeth、旧姓ハワード、1815年10月31日没、第2代エフィンガム伯爵トマス・ハワードの娘）の息子として、1777年6月19日にロンドンのローワー・グローヴナー・ストリートで生まれた。1789年よりウェストミンスター・スクールで教育を受けた後、1794年6月18日にオックスフォード大学クライスト・チャーチに入学、1798年にB.A.の学位を、1801年にM.A.の学位を修得した。1798年6月13日、オックスフォード大学志願兵連隊の中尉に任命された。1803年に父が死去すると、その遺産を継承した。
1803年10月20日にデヴォン州志願兵南方連隊のローバラ大隊（Roborough Battalion of the Southern Regiment of Devonshire Volunteers）の大尉に任命された。

### 弁護士業
Patentee of subpoena officeという年収855ポンドに相当する大法官庁裁判所の閑職を1778年より（すなわち、幼児のときから）務めた。この閑職は1852年10月28日に廃止された。
1793年にリンカーン法曹院に入学、1799年に弁護士資格免許を取得した。1802年より破産監督委員を務めたほか、アン女王基金の法律顧問を務めたこともあった。いずれも1817年に退任しており、同年より大法官庁裁判所の秘書官（master in Chancery、年収3,000ポンドの官職）の1人を務めた。その後、1826年1月に貴族院秘書官補佐（clerk-assistant of the Parliaments、年収4,000ポンドの官職）に転じ、1835年に爵位を継承するまで務めた。
貴族院秘書官の在任中に祖父の兄の孫にあたる第3代コートネイ子爵ウィリアム・コートネイによるデヴォン伯爵位の主張を推進して、1831年5月14日に主張を貴族院に認めさせることに成功した。
弁護士業界での友人としてホイッグ党のフランシス・ホーナーがいる。

### 庶民院議員
1805年3月、ホニトン選挙区の補欠選挙に出馬した。ホニトンでは親族の第3代コートネイ子爵がいくらか影響力を有したが、コートネイは127票対240票でオーガスタス・キャヴェンディッシュ＝ブラッドショー閣下に敗れた。その後、1806年3月に現職議員の死去で再び補欠選挙が行われる運びとなり、コートネイは今度も出馬の打診を受けたものの、辞退している。
1811年にエクセター選挙区の現職議員である第5代準男爵サー・チャールズ・バンプフィールドが引退を表明すると、エクセターの地方自治体と名士たちはコートネイに立候補を打診した。コートネイは打診を受け入れ、1812年イギリス総選挙で出馬して無投票で当選した。1816年10月に現職議員ジェームズ・ブラー（James Buller）が引退を発表すると、その後任となるべく多くの候補者が現れ、コートネイもそのさなかに再選を目指すことを表明した。そして、1818年イギリス総選挙は選挙戦があり、候補者トマス・ノースモア（Thomas Northmore）がコートネイの閑職在任を批判したが、コートネイは730票で難なく再選した。このとき、コートネイがカトリック解放を支持したにもかかわらず、エクセターの聖職者はコートネイを支持した。
議会では概ねカニング派に属し、カニングと同じく1816年まで野党として、それ以降は与党として行動した。1819年にはジョン・カム・ホブハウスが出版したパンフレットを議会特権への侵害であると批判して、ホブハウスをニューゲート監獄に投獄することを可決させた。1820年イギリス総選挙で再選を目指し、病気により選挙活動が阻まれたものの当初より再選が「ほぼ確実」（almost certain）とされ、結果は625票でトップ当選だった。1820年以降もリヴァプール伯爵内閣（1812年 – 1827年）を支持し、弁護士としての経歴もあって法律問題についてよく演説した。カトリック解放への支持も続けたが、ダニエル・オコンネルのカトリック協会をカトリック解放への障害であるとして弾圧に賛成、1824年6月にアイルランド反乱法案（Irish insurrection bill）に賛成票を投じ、1825年2月にアイルランド扇動規制法案（Irish unlawful societies bill）に賛成票を投じた。また選挙法改正には反対の立場をとった。
1826年1月、貴族院秘書官補佐（clerk-assistant of the Parliaments）に就任するために庶民院議員を辞任した。

### 爵位継承
1835年5月26日に第3代コートネイ子爵（第9代デヴォン伯爵）が死去すると、コートネイはデヴォン伯爵位を継承した。同時にデヴォン州のパウダーラム城やリムリック県の領地も継承したが、これらの領地には多くの抵当権、債務などが付されており、第10代デヴォン伯爵は以降資金繰りに苦心した。ジャガイモ飢饉によりアイルランドの領地からの収入が失われると家計はいっそう悪化したが、1856年に議会から1,500ポンドの年金を与えられた後は状況が改善した。
1837年6月7日、オックスフォード大学よりD.C.L.の学位を授与された。1838年にオックスフォード大学総長補佐に就任、1859年に死去するまで務めた。

### 貴族院議員
1841年から1846年まで首相を務めた保守党のサー・ロバート・ピールは合同法廃止運動への対抗として、穏健な改革策を推進するようになり、1843年11月にはデヴォン委員会（正式名称：Royal Commission on the state of the law and practice relating to occupation of land in Ireland）を設立した。この委員会はデヴォン伯爵が議長を務めており、委員会の通称「デヴォン委員会」の由来となった。委員会はアイルランドにおける土地占有の法律と慣習への調査が目的であり、1845年にState of the law and practice in respect to the occupation of land in Ireland: evidence taken before Her Majesty's Commissionersと題する報告書を提出した。この報告書では借地人が土地改良を行った場合、借地人がその土地から離れるときに地主から改良への賠償金を支払われるべきとされ、この勧告に基づく法案は1845年6月に貴族院に提出されたが、最終的には可決されなかった。結局、報告書に基づく改革が行われる前にジャガイモ飢饉が勃発してしまった。
穀物法廃止にあたり、ピールの主張に同調して廃止に賛成した。その後は自由党内閣を支持するようになり、第1次ラッセル内閣期の1850年に起こったドン・パシフィコ事件で内閣を支持し、第1次パーマストン子爵内閣期の1857年には清とのアロー戦争をめぐり内閣を支持した。

### 死去
1859年3月19日にシュリヴェナムで死去、26日にデヴォン州パウダーラムで埋葬された。長男ウィリアム・レジナルドが爵位を継承した。

## 家族
1804年11月29日、ハリエット・レズリー・ペピス（Harriet Leslie Pepys、1777年6月1日 – 1839年12月16日、ルーカス・ペピスと第12代ロシズ女伯爵ジェーン・エリザベス・レズリーの娘）と結婚、4男1女をもうけた。
- ウィリアム・レジナルド（英語版）（1807年4月14日 – 1888年11月18日） - 第11代デヴォン伯爵[1]
- ハリエット・エリザベス（1809年5月30日 – 1826年10月3日） - 生涯未婚[2]
- ヘンリー・ヒュー（1811年7月15日 – 1904年1月29日） - 第13代デヴォン伯爵[1]
- エドワード（1813年5月3日 – 1814年1月16日[2]）
- チャールズ・レズリー（英語版）（1816年3月31日 – 1894年10月29日） - 聖職者。1849年6月20日、キャロライン・マーガレット・サマーズ＝コックス（Caroline Margaret Somers-Cocks、1894年10月29日没、第2代サマーズ伯爵ジョン・サマーズ＝コックス（英語版）の娘）と結婚、子供なし[2]

1849年1月30日、ダブリンでエリザベス・ルース・スコット（Elizabeth Ruth Scott、1914年3月17日没、ジョン・ミドルトン・スコットの娘）と再婚した。